# Grand Prix Sezon 1920
Sezon Grand Prix 1920 – kolejny sezon wyścigów Grand Prix organizowanych w Europie przez AIACR.

## Podsumowanie Sezonu
| Data            | Grand Prix      | Tor     | Zwycięzca (kierowcy) | Zwycięzca (konstruktorzy) | Wyniki |
| --------------- | --------------- | ------- | -------------------- | ------------------------- | ------ |
| 13 czerwca      | Mugello Circuit | Mugello | Giuseppe Campari     | Alfa Romeo                | Wyniki |
| 24 października | Targa Florio    | Madonie | Guido Meregalli      | Nazzaro                   | Wyniki |